# مسجد السلطان إبراهيم (سلاغور)
مسجد السلطان إبراهيم هو مسجد في حي كوالا سلاغور في إقليم سلاغور في ماليزيا.

## التاريخ
كانت تكلفة بناء مسجد السلطان إبراهيم عي 10.7 مليون رينغيت ماليزي، والذي تحملته بالكامل حكومة الولاية، بدأ البناء في عام 1980 واكتمل البناء في عام 1982، وافتتح المسجد رسميا في عام 1982 من قبل السلطان صلاح الدين عبد العزيز شاه سلاغور خلال زيارته الرسمية إلى كوالا سلاغور.

## العمارة
بني مسجد السلطان إبراهيم وفق أسلوب العمارة العصري الحديث.